# Melhus
Melhus è un comune norvegese della contea di Trøndelag.

## Storia
Venne istituito il 1º gennaio 1838. Nel 1860 e nel 1880, si separarono rispettivamente i comuni di Hølonda e Flå. Entrambi vennero però reintegrati nel comune il 1º gennaio 1964, assieme al comune di Horg.

## Geografia antropica
Nel comune di Melhus si trova la località di Øysand, nota per essere la sede della costruzione prevista dalla Germania nazista della città di Nordstern, una metropoli con una grande base navale, il cui progetto non fu però mai terminato.